# Lycée Edgar Poe
Lycée Edgar Poe o Escuela de secundaria Edgar Poe es un centro privado francés de enseñanza secundaria, situado en el número 2 de la rue du Faubourg-Poissonnière, en el distrito 10 de París. Debe su nombre al escritor estadounidense Edgar Allan Poe (1809-1849).
Su lema en la página web de la escuela es "L’intérêt pour l’élève développe l’intérêt de l’élève".
En 2018 se abrió una segunda sede en el número 12 de la calle Bossuet, también en el distrito 10. A estos lugares llegan las estaciones de metro de Bonne Nouvelle y Poissonnière, respectivamente.

## Historia
El Cours Edgar Poe fue creado en 1965 por Jean-Charles Sebaoun, que lo dirigió durante más de 30 años.
La escuela obtuvo su contrato de asociación con el Estado el 26 de febrero de 1980 y se convirtió en el Lycée Edgar Poe.
En septiembre de 1997, Christian y Évelyne Clinet, profesores de Matemáticas y Física-Química en Edgar Poe desde hacía más de 20 años, asumieron la dirección de la escuela tras la jubilación de Jean-Charles Sebaoun.
A principios del curso 2018, Mara Cornet, profesora de italiano y de Historia del Arte, asumió la dirección de la escuela, asistida por Christophe Delfils, profesor de inglés y director adjunto. Ambos llevan más de 20 años enseñando en Edgar Poe.
Christian y Évelyne Clinet son nombrados Presidentes Honorarios de la escuela.

## Alumnos notables
- Olivier Caudron (nacido en 1955), cantante.
- François Ravard (nacido en 1957), productor discográfico y cinematográfico francés.